# Ronde van Spanje 2020/Vijftiende etappe
De vijftiende etappe van de Ronde van Spanje 2020 werd verreden op 5 november tussen Mos en Puebla de Sanabria. 
| Mos – Puebla de Sanabria (230,8 km) |                             |                       |          |
| Plaats                              | Naam                        | Ploeg                 | Tijd     |
| 1                                   | Jasper Philipsen            | UAE Team Emirates     | 6u22'36" |
| 2                                   | Pascal Ackermann            | BORA-hansgrohe        | z.t.     |
| 3                                   | Jannik Steimle              | Deceuninck–Quick-Step | z.t.     |
| 4                                   | Fred Wright                 | Bahrain McLaren       | z.t.     |
| 5                                   | Dion Smith                  | Mitchelton-Scott      | z.t.     |
| 6                                   | Reinardt Janse van Rensburg | NTT Pro Cycling       | z.t.     |
| 7                                   | Magnus Cort                 | EF Education First    | z.t.     |
| 8                                   | Dorian Godon                | AG2R La Mondiale      | z.t.     |
| 9                                   | Stan Dewulf                 | Lotto Soudal          | z.t.     |
| 10                                  | Michael Mørkøv              | Deceuninck–Quick-Step | z.t.     |
|                                     |                             |                       |          |
| 17                                  | Koen de Kort                | Trek-Segafredo        | z.t.     |

| Algemeen klassement |                     |                        |           |
| Plaats              | Naam                | Ploeg                  | Tijd      |
| Rode trui           | Primož Roglič       | Team Jumbo-Visma       | 60u19'41" |
| 2                   | Richard Carapaz     | Team INEOS Grenadiers  | + 39"     |
| 3                   | Hugh Carthy         | EF Education First     | + 47"     |
| 4                   | Daniel Martin       | Israel Start-Up Nation | + 1'42"   |
| 5                   | Enric Mas           | Movistar Team          | + 3'23"   |
| 6                   | Wout Poels          | Bahrain McLaren        | + 6'15"   |
| 7                   | Felix Großschartner | BORA-hansgrohe         | + 7'14"   |
| 8                   | Alejandro Valverde  | Movistar Team          | + 8'39"   |
| 9                   | Aleksandr Vlasov    | Astana Pro Team        | + 8'48"   |
| 10                  | David de la Cruz    | UAE Team Emirates      | + 9'23"   |
|                     |                     |                        |           |
| 25                  | Kobe Goossens       | Lotto Soudal           | + 46'18"  |

## Opgaves
- Pim Ligthart (Total Direct Energie): Afgestapt tijdens de etappe
- Harry Tanfield (AG2R La Mondiale): Afgestapt tijdens de etappe
- Gerben Thijssen (Lotto Soudal): Afgestapt tijdens de etappe

1e etappe ·
2e etappe ·
3e etappe ·
4e etappe ·
5e etappe ·
6e etappe ·
7e etappe ·
8e etappe ·
9e etappe ·
10e etappe ·
11e etappe ·
12e etappe ·
13e etappe ·
14e etappe ·
15e etappe ·
16e etappe ·
17e etappe ·
18e etappe
Startlijst · Eindstanden · Afbeeldingen